# 대통령을 죽여라 (2000년 영화)
《대통령을 죽여라》(영어: First Target)는 미국과 캐나다에서 제작된 아만드 마스트로이아니 감독의 2000년 액션 스릴러 텔레비전 영화이다. 1999년 영화 《대통령의 딸》(First Daughter)의 속편이다. 대릴 해나 등이 출연하였다.

## 출연진
- 대릴 해나
- 더그 서반트
- 그레고리 해리슨
- 브랜디 레드퍼드
- 톰 버틀러
- 오나 그라워
- 에런 그레인

## 기타 제작진
- 미술: 린다 델로자리오, 리처드 패리스